# Agente indígena

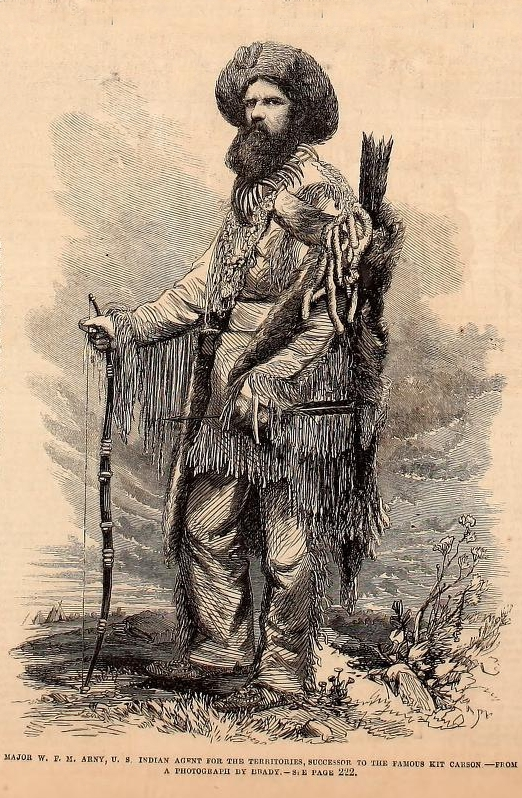
Mayor Arny, agente indígena (ilustración de 1862).

Un agente de asuntos indígenas (también llamado en inglés Indian agent) es un empleado del gobierno en Canadá y Estados Unidos, que actúa como representante del gobierno de estos países ante comunidades nativas y dentro de las reservas indígenas.

## Canadá
Durante la mayor parte de los siglos 19 y 20, las comunidades indígenas de Canadá eran  vistas como dependientes o pupilas del Estado quedando bajo la tutela del gobierno federal hasta su asimilación y emancipación . Según el Acta india, el poder de decisión y la gestión de los asuntos indígenas correspondían al Superintendente General de Asuntos Indígenas, un rol ejercido de facto por el ministro responsable de los asuntos aborígenes. Para ejecutar sus políticas, el gobierno federal empleaba agentes indígenas (o superintendentes), encargados de implementar las directivas del Superintendente General en todo el territorio nacional.
Creado en la década de 1830, el rol fue discontinuado en 1960 tras las protestas de los pueblos originarios, quienes demandaban mayor autodeterminación a través de sus consejos de banda o gobiernos autónomos.

### Rol
El agente indígena actúa como representante del gobierno federal ante las comunidades indígenas del país, encargado de velar por el cumplimiento de la legislación aplicable a los pueblos originarios, en particular el Acta india. Su labor incluye implementar políticas gubernamentales, gestionar los asuntos cotidianos en las las reservas, informar a las autoridades sobre actividades en estos territorios y administrar los fondos públicos destinados a cumplir con las obligaciones legales y tratados establecidos con los pueblos originarios.